# 南弟子屈車站
南弟子屈車站（日语：／ Minami-teshikaga eki */?）是一曾经由北海道旅客鐵道（JR北海道）所經營的鐵路車站，位於日本北海道川上郡弟子屈町境內，是釧網本線沿線車站之一（停用车站）屬JR北海道釧路支社管轄範圍，無人管理的車站站房是用一節守車改造而來。
熊牛這地名源自愛奴語中的「kuma-us-i/」，意指「曬魚乾的地方」，但由於當時河西鐵道（後來的十勝鐵道）的車站日文發音重複，因此取其位在弟子屈偏南的位置，而在站名前加上「南」字而成為南弟子屈車站。

## 歷史
- 1929年（昭和4年）8月15日 - 以國有鐵道車站開始營業，為一般車站。
- 1960年（昭和35年）10月25日 - 廢除貨運處理。
- 1984年（昭和59年）
  - 2月1日 - 廢除行李處理。
  - 3月1日 - 車站簡易委託化。
- 1987年（昭和62年）4月1日 - 國鐵分割民營化後，由JR北海道繼承。
- 1992年（平成4年）4月1日 - 廢除簡易委託，車站完全無人化。
- 2019年（令和元年）9月6日 - JR北海道对当地居民实施了考虑废止该站的说明会。
- 2020年（令和2年）3月14日 - 由于乘客减少，随当天的时刻表变更废站。

## 車站周邊
- 國道391號
- 弟子屈町立昭榮小學

## 相鄰車站
北海道旅客鐵道（JR北海道）
■釧網本線
快速「知床摩周」
通過
普通
摩周（B64）－南弟子屈（B63）－磯分內（B62）

## 外部連結
- （日語）JR北海道 – 南弟子屈車站（页面存档备份，存于）
- （日語）全驛參觀之旅 （页面存档备份，存于）